# Präsidentschaftswahl in den Vereinigten Staaten 1940
Die 39. Präsidentschaftswahl in den Vereinigten Staaten fand am 5. November 1940 statt. Der amtierende Präsident Franklin D. Roosevelt von den Demokraten brach mit der Tradition und kandidierte für eine dritte Amtszeit. Er wurde von dem Wirtschaftsanwalt und politischen Quereinsteiger Wendell Willkie herausgefordert, der überraschend von den Republikanern nominiert wurde. Willkie, der dem liberalen Parteiflügel zuzurechnen war und eine internationalistische Ausrichtung der Außenpolitik forderte, setzte sich innerparteilich gegen eine Reihe konservativer und isolationistischer Republikaner durch.
Während die Amerikaner aufgerufen waren, einen neuen Präsidenten zu wählen, erholte sich das Land allmählich von der Großen Depression; in Europa war unterdessen der Zweite Weltkrieg ausgebrochen, in den die Vereinigten Staaten jedoch erst über ein Jahr nach der Wahl eintraten. Hauptthemen des Wahlkampfes waren daher die sich zuspitzende Situation in Europa und mögliche Auswirkungen auf die USA, die wirtschaftliche Lage des Landes sowie Roosevelts Bestrebung, ein drittes Mal gewählt zu werden. Trotz einer energischen Wahlkampagne Willkies siegte der Amtsinhaber am Ende mit komfortablen Vorsprung. In den folgenden Jahren führte Roosevelt sein Land durch den Zweiten Weltkrieg. Der unterlegene Herausforderer Willkie unterstützte den außenpolitischen Kurs des Präsidenten und unternahm während der Kriegsjahre in dessen Auftrag eine Reihe diplomatischer Missionen, was ihm (auch nach seinem frühen Tod am 8. Oktober 1944) großen Respekt einbrachte.

## Ausgangslage
Der Demokrat Franklin D. Roosevelt war erstmals 1932 zum Präsidenten gewählt worden. Der republikanische Amtsinhaber Herbert Hoover erhielt nur 39,7 Prozent der Stimmen und 59 der 531 Wahlmänner. Roosevelts Wahlerfolg war in erster Linie der Unfähigkeit der republikanischen Regierung geschuldet, die als Große Depression bekannt gewordene Wirtschaftskrise zu beenden. Roosevelt setzte nach seinem Wahlsieg unter dem Schlagwort New Deal umfassende Wirtschafts- und Sozialreformen um. Dies umfasste eine weitgehende Regulierung der Finanzmärkte, Programme zur Linderung der humanitären Not, die Einführung einer Sozialversicherung sowie eines Mindestlohns und öffentliche Beschäftigungsprogramme. Im November 1936 wurde Roosevelt mit 60,8 % der Stimmen sowie den Wahlmännern von allen Bundesstaaten außer Maine und Vermont erdrutschartig wiedergewählt. Trotz der Reformen, die in der Bevölkerung großen Zuspruch erfuhren, erholte sich das Land ökonomisch nur schleppend und erlitt von Mitte 1937 bis Herbst 1938 sogar eine Rezession; die Arbeitslosenquote stieg von 14 auf etwa 17 Prozent. In Roosevelts zweiter Amtszeit nahmen die innerparteilichen Konflikte zu, da vor allem der konservative Flügel aus den Südstaaten die Politik des Weißen Hauses als zu liberal empfand. Unmut gab es vor allem über den Plan des Präsidenten, die Zahl der Richter am Supreme Court aufzustocken. Hintergrund war, dass der Gerichtshof, bis Ende der 1930er vorwiegend mit konservativen Richtern besetzt, eine Reihe von New-Deal-Initiativen gekippt hatte. Roosevelt beabsichtigte deshalb, das Stimmenverhältnis am Gericht durch Ernennung zusätzlicher liberaler Richter zu verändern. 
Bei der Senatswahl 1938 gewann die Demokratische Partei sieben Sitze hinzu, bei der Wahl zum Repräsentantenhaus 81 Sitze (169 nach 88 bei der Wahl 1936) und baute ihre überwältigende Mehrheit in beiden Kammern damit noch weiter aus.
Die Außenpolitik spielte in den ersten sechs Jahren der Roosevelt-Regierung fast keine Rolle. Er normalisierte jedoch mit seiner „Politik der guten Nachbarschaft“ die Beziehungen zu vielen Staaten in Mittelamerika. Erst das zunehmend aggressive Verhalten des Deutschen Reiches war ab 1938/39 Thema öffentlicher Debatten. Trotz der kriegerischen Rhetorik Hitlers (sowie später seinem Einmarsch in Polen) stand ein Engagement der USA in Europa noch nicht zur Debatte. Roosevelt sprach 1937 davon, das Dritte Reich unter eine Art „politische Quarantäne“ zu stellen. Seit dem Ende des Ersten Weltkrieges waren Bevölkerung und Kongress mehrheitlich dem Isolationismus zugeneigt. Man erkannte in der aggressiven Politik des Dritten Reiches und des Japanischen Kaiserreiches keine Gefahr für das eigene Land. Man glaubte, eine Gefährdung sei allein aufgrund der großen geographischen Entfernung durch zwei Ozeane nicht gegeben. Selbst nach dem deutschen Einmarsch in Frankreich im Mai und Juni 1940 erklärte Roosevelt, der damals im Wahlkampf der Präsidentschaftswahl am 5. November 1940 stand, öffentlich, die USA würden sich nicht an einem militärischen Konflikt beteiligen. Allerdings erklärte er sich mit dem Vereinigten Königreich solidarisch und sagte zu, dem Verbündeten Hilfe zukommen zu lassen. Vor dieser Präsidentschaftswahl unternahm er aber keine konkreten Schritte.

## Kandidaten

### Demokratische Partei
Demokratische Kandidaten:

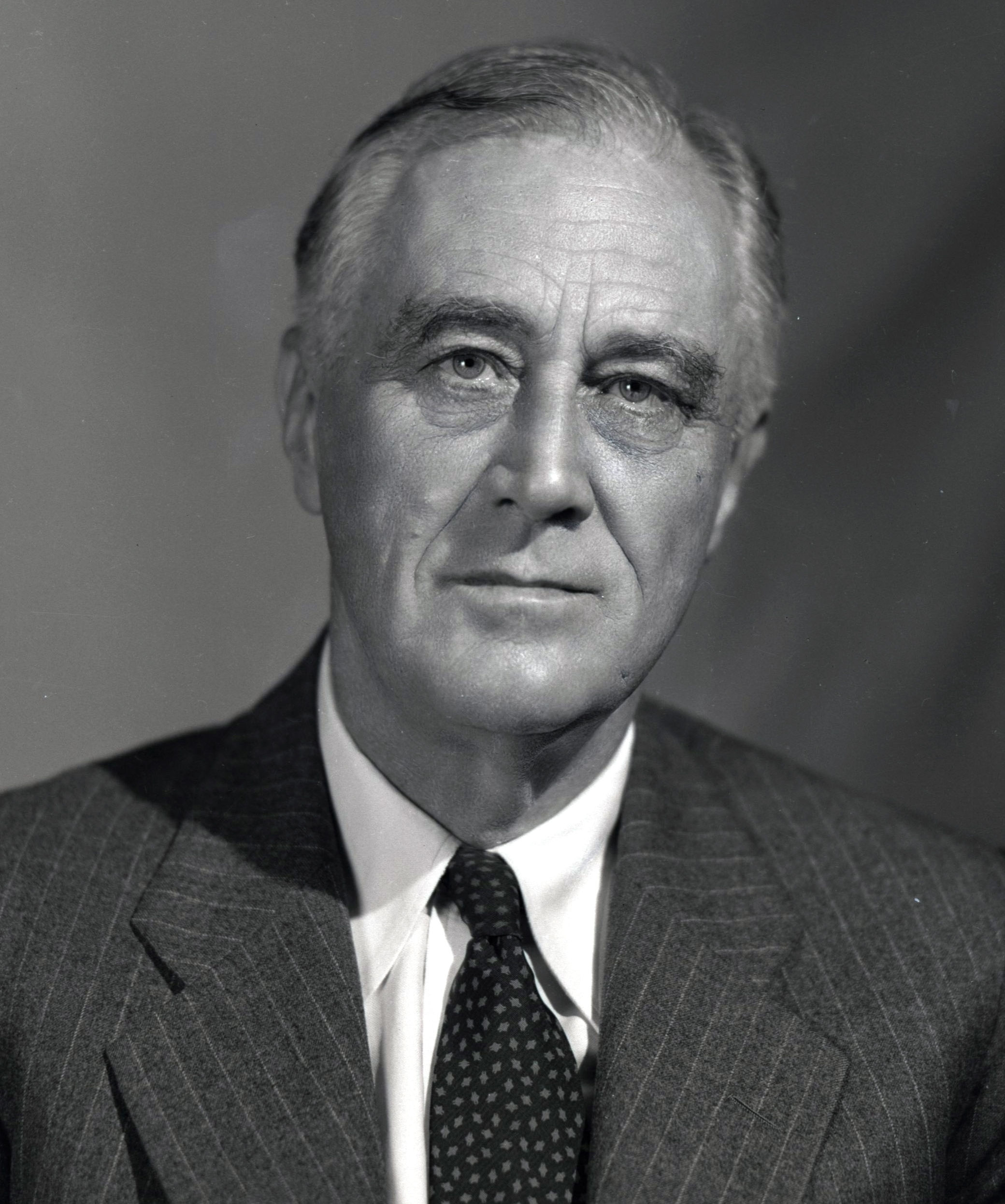
Präsident Franklin D. Roosevelt
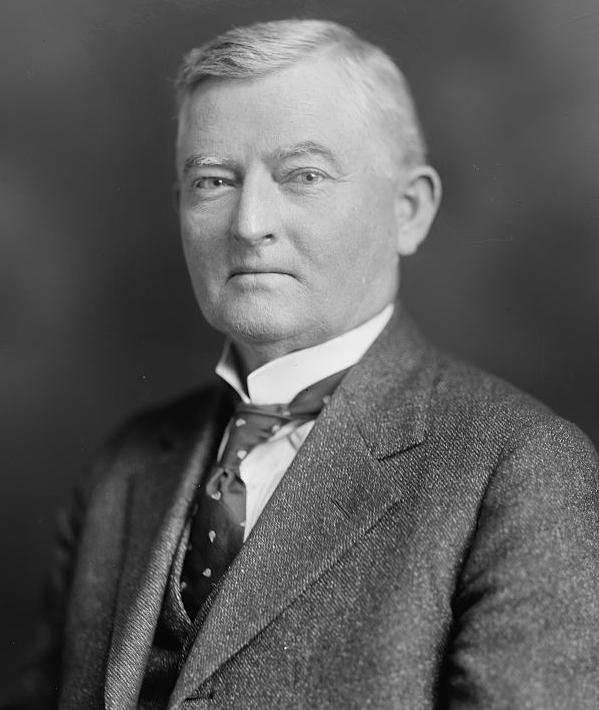
Vizepräsident John Nance Garner

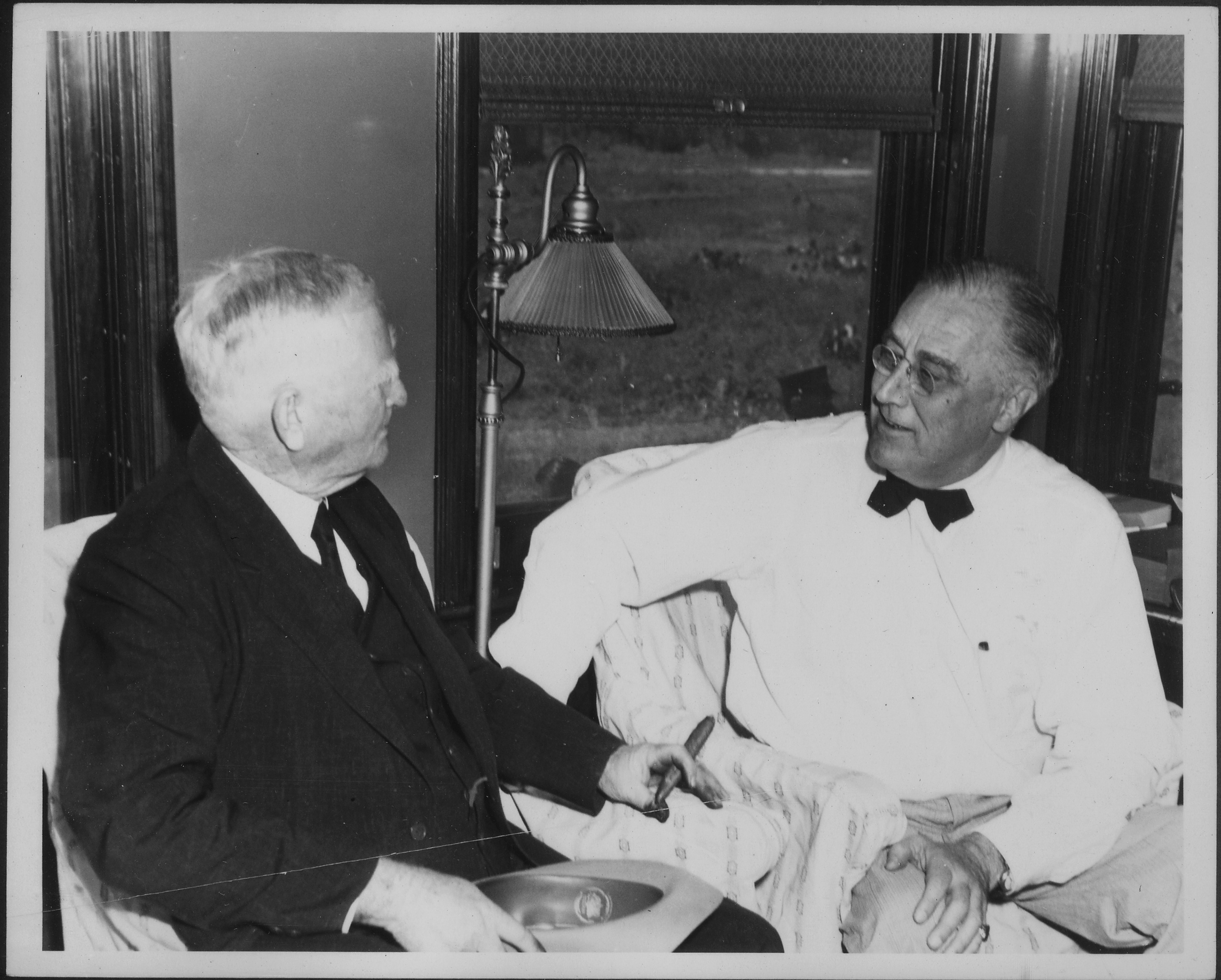
Vizepräsident John Nance Garner (links) lehnte 1940 eine dritte Bewerbung Roosevelts um die Präsidentschaft 1940 ab, hatte aber mit seiner parteiinternen Gegenkandidatur keinen Erfolg. Diese Aufnahme zeigt die beiden bei einem Treffen im Jahr 1942

Während des Winters 1939/40 gab es in der amerikanischen Öffentlichkeit Spekulationen, ob Präsident Roosevelt mit der Tradition brechen und im Herbst 1940 für eine dritte Amtszeit kandidieren würde. Der 22. Verfassungszusatz, der eine gesetzliche Begrenzung auf zwei Wahlperioden vorsieht, wurde erst 1951 erlassen. Dennoch hatte bis 1940 kein Präsident mehr als zwei Amtsperioden absolviert. Roosevelt gab bis zum Frühjahr kein bindendes Statement ab, ob er nochmals antreten werde. Die sich zuspitzende außenpolitische Situation bewog ihn jedoch dazu, eine Bewerbung nicht mehr gänzlich auszuschließen. Nach dem deutschen Einmarsch in Frankreich erklärte der Präsident, die Nominierung der Demokraten anzunehmen, sollte sich seine Partei dazu entschließen, ihn nochmals aufzustellen. Viele Demokraten waren nun nicht nur zu dem Schluss gekommen, dass Roosevelt am besten geeignet sei, das Land in den Zeiten weltpolitischer Spannungen zu führen, sondern dass der beim Volk weiterhin sehr populäre Präsident auch die besten Chancen hatte, seiner Partei erneut zum Sieg zu verhelfen.
Auf dem Nominierungsparteitag am 18. Juli 1940 wurde Roosevelt von seinem eigenen Vizepräsidenten John Nance Garner herausgefordert. Garner war 1932 und 1936 an Roosevelts Seite aufgestellt worden, um das demokratische Wahlticket geographisch und ideologisch zu kompensieren. Der Vizepräsident stammte aus Texas und war ein konservativer Südstaaten-Demokrat. 1932 gab Garner seine eigene Präsidentschaftsbewerbung auf und empfahl seinen Parteitagsdelegierten die Wahl Roosevelts, der seinen vormaligen Rivalen daraufhin zu seinem Running Mate machte. Ab 1937 verschlechterte sich seine zuvor freundschaftliche Beziehung zum Präsidenten, als er dessen angestrebte Justizreform zur Aufstockung der Richterzahl am Supreme Court entschieden ablehnte. Auch mit dem New Deal konnte er sich nie richtig anfreunden. Eine dritte Amtszeit Roosevelts lehnte er entschieden ab und entschloss sich daher, selbst zu kandidieren. Dieses Unterfangen war jedoch zum Scheitern verurteilt, da sich Roosevelt auf dem Konvent mit klarer Mehrheit durchsetzte. Als Konsequenz wählte der Präsident einen neuen Running Mate aus. Er entschied sich gegen heftigen Widerstand aus den konservativen Südstaaten für seinen Landwirtschaftsminister Henry A. Wallace, einen bekennenden Liberalen.

### Republikanische Partei
Republikanische Kandidaten:

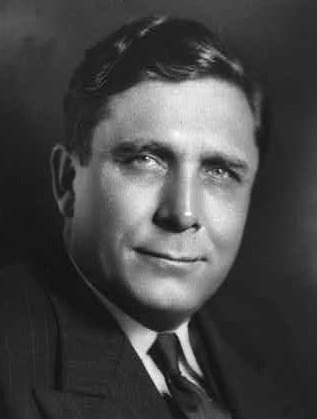
Anwalt Wendell Willkie
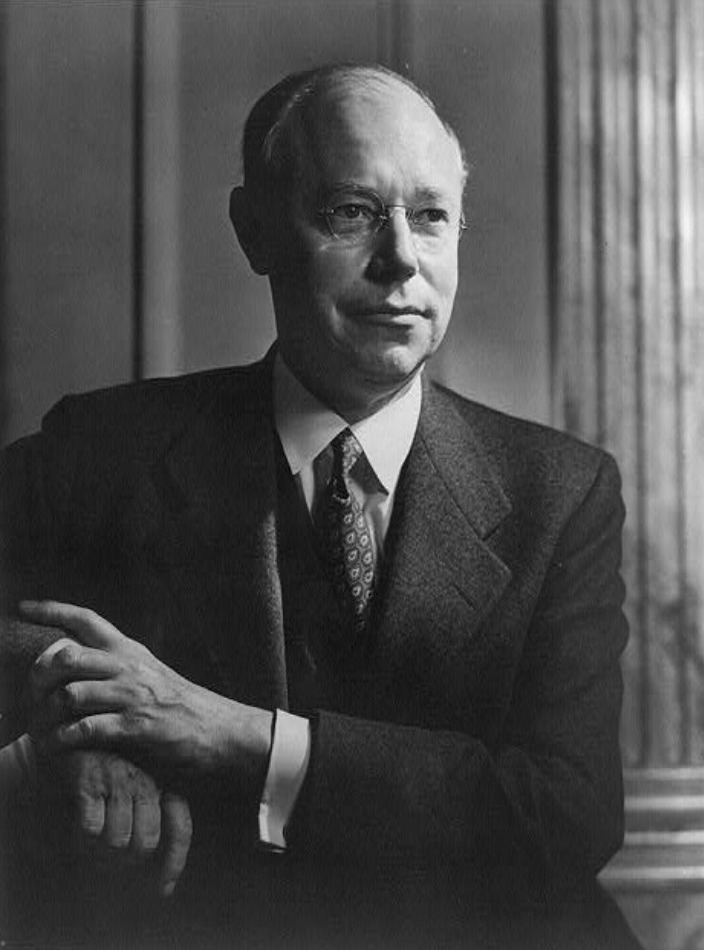
Senator Robert A. Taft
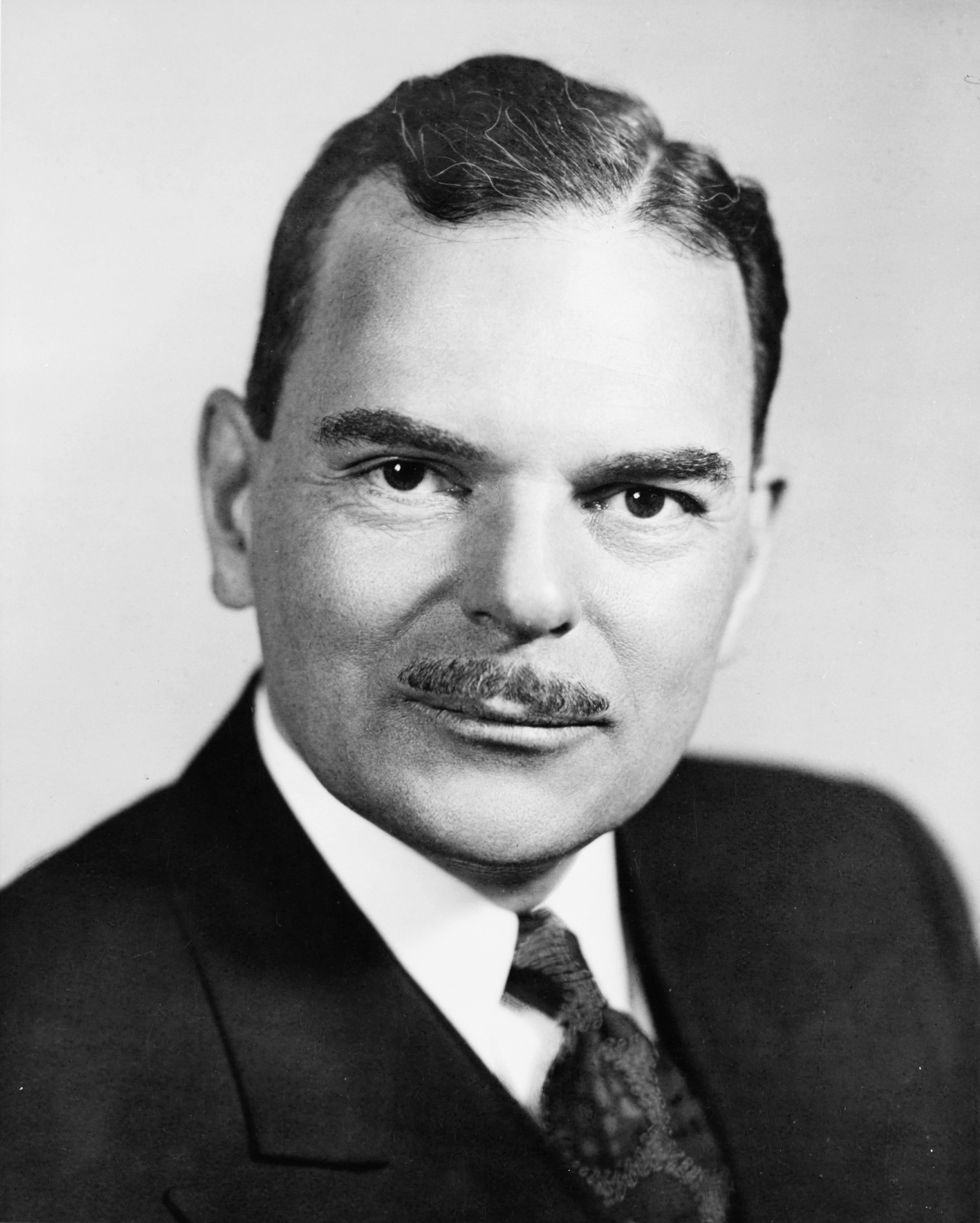
Distriktstaatsanwalt Thomas E. Dewey
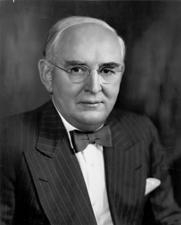
Senator Arthur H. Vandenberg
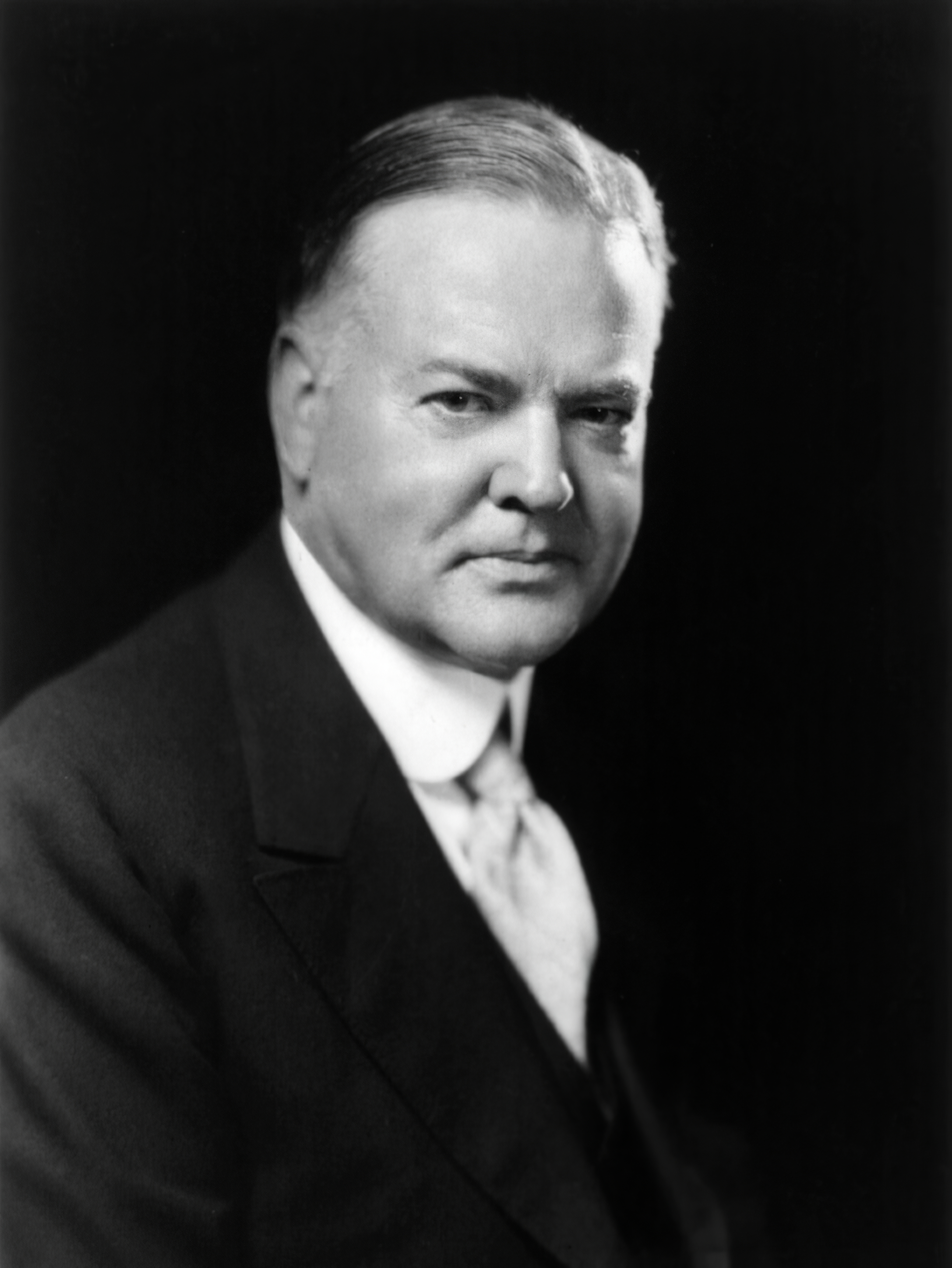
Ex-Präsident Herbert Hoover
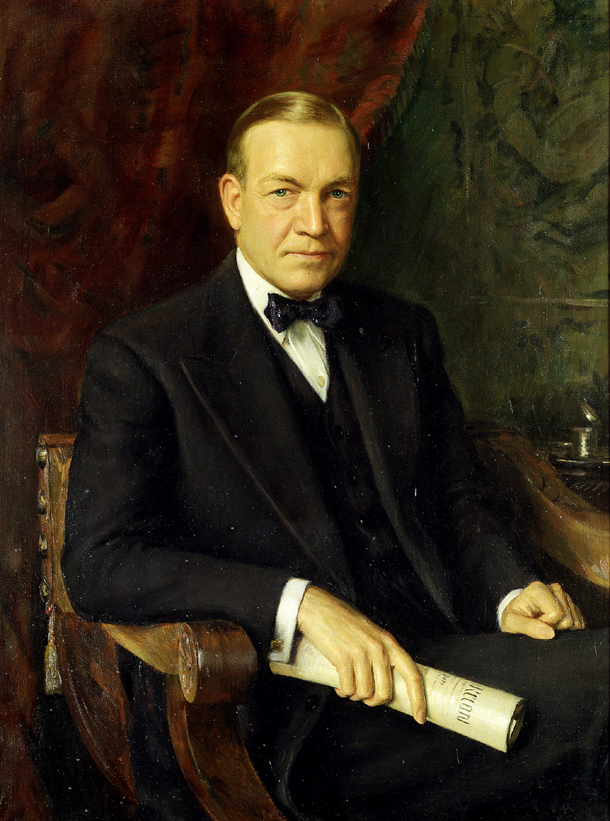
Senator Charles L. McNary

Die Republikanische Partei war mit Beginn des Wahljahres gespalten. Innenpolitisch standen sich ein konservativer und ein liberal-progressiv bis gemäßigter Parteiflügel gegenüber. Die Konservativen forderten eine Rückkehr zur Laissez-faire-Politik wie in den 1920er-Jahren unter den Präsidenten Harding, Coolidge und Hoover sowie eine Revidierung des New Deal, da sie staatliche Eingriffe in das Wirtschaftsleben ablehnten. Der liberal-progressive Flügel sprach sich für eine Beibehaltung vieler New-Deal-Programme aus, wollte ihn jedoch effizienter gestalten. In außenpolitischen Fragen waren die Republikaner ebenfalls gespalten. Mehrheitlich waren die führenden Köpfe der Partei Isolationisten, die das außenpolitische Engagement der USA auf ein Minimum beschränken wollten. Sie erteilten Forderungen der Briten unter Premierminister Winston Churchill eine Absage, das Vereinigte Königreich in seinem Krieg gegen das NS-Regime militärisch, etwa in Form von Ausrüstungs- und Waffenlieferungen, zu unterstützen.

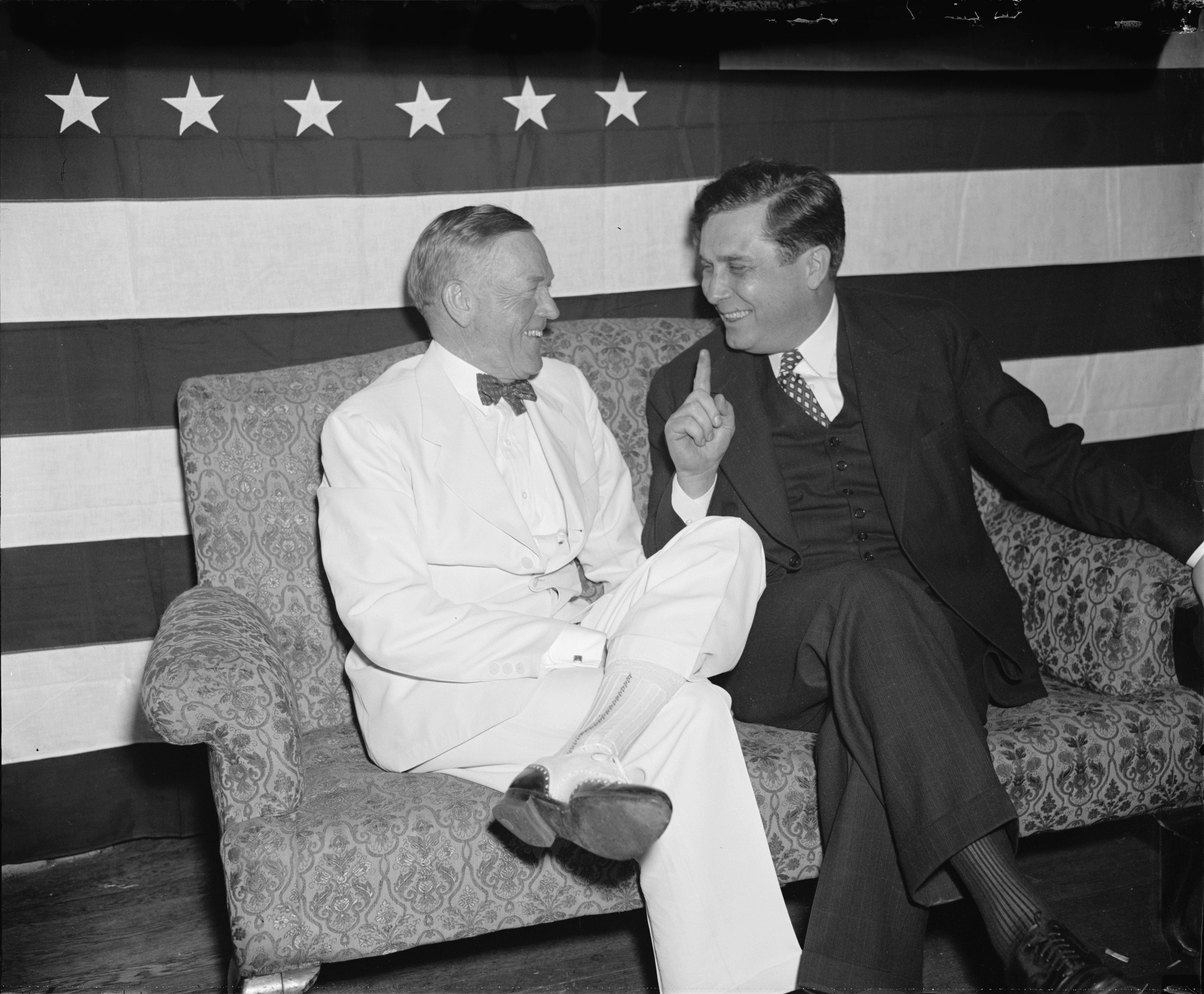
Wendell Willkie (rechts) im Gespräch mit seinem Vizepräsidentschaftskandidaten, Senator Charles L. McNary

Als Favoriten für die republikanische Kandidatur wurden Anfang 1940 die beiden Senatoren Robert A. Taft und Arthur H. Vandenberg sowie der New Yorker Distriktstaatsanwalt Thomas E. Dewey gehandelt. Taft war der Anführer des konservativen Parteiflügels und stand außenpolitisch für einen isolationistischen Kurs. Auch Vandenberg und Dewey galten 1940 als Isolationisten. Während Vandenberg sowohl bei konservativen wie liberalen Strömungen der Partei Zuspruch fand, war Dewey eindeutig dem liberalen Parteiflügel zuzurechnen. Als Außenseiter für das Rennen um die Kandidatur wurde der Senator Charles L. McNary angesehen. Auch Ex-Präsident Herbert Hoover rechnete sich noch Chancen aus, als Kompromisskandidat aufgestellt zu werden und damit ein politisches Comeback zu vollziehen. Als weiterer Kandidat galt der Anwalt und Geschäftsmann Wendell Willkie. Diesem wurden aber aufgrund seiner politischen Unerfahrenheit, der sehr liberalen Positionen und seiner Forderung nach einer aktiven Außenpolitik kaum Chancen eingeräumt. Auch die Tatsache, dass er noch bis 1938 bei den Demokraten war, ließ eine Bewerbung Willkies trotz seiner Begabung für öffentliche Auftritte und seiner vielfach als charismatisch empfundenen Persönlichkeit nahezu aussichtslos erscheinen.
Dewey hatte einige Vorwahlen gewonnen, doch 1940 wurde die überwältigende Mehrheit der Delegierten nicht durch Vorwahlen, sondern die lokalen Parteivorstände bestimmt. Ohnehin hielten nur eine kleine Anzahl von Staaten solche Vorwahlen ab; daher bestand zumindest die theoretische Möglichkeit, dass jeder der Kandidaten aufgestellt würde. Nachdem durch den Sieg der Wehrmacht über Frankreich auch viele politische Beobachter eine Gefahr für die USA sahen, fiel Deweys Zustimmung rasch, da er mit 38 Jahren als zu unerfahren angesehen wurde, das Land in solchen Krisenzeiten zu führen. Unterdessen wuchs die öffentliche Zustimmung zu Wendell Willkie immer weiter. Dieser wurde jetzt auch von einer Reihe Medienvertreter, zu denen er gute Beziehungen unterhielt, unterstützt. Als der Parteitag 24. Juni begann, schien eine Nominierung Willkies aber noch immer kaum möglich. Doch die Versammlung erreichten im Laufe der zwei folgenden Tage tausende Telegramme von Bürgern, die sich für Willkie aussprachen. Auf der Versammlung verschafften sich seine Unterstützer mit Sprechchören Gehör, als sie wiederholt „We want Willkie!“ („Wir wollen Willkie!“) skandierten. Im ersten Wahlgang lag Dewey vorne, doch der junge Staatsanwalt verpasste die notwendige absolute Mehrheit klar. Willkie schnitt als Dritter hinter Dewey und Taft überraschend gut ab. Im dritten Wahlgang überrundete er Taft schließlich bei der Zahl der Delegierten, im vierten Durchlauf ließ er auch Dewey hinter sich, doch noch reichte es nicht zur absoluten Mehrheit. Deweys Anhänger, die ebenfalls dem liberalen Flügel angehörten, liefen nun zu Willkie über, dem es im sechsten Wahlgang schließlich gelang, Taft zu besiegen. Er wurde damit Kandidat einer großen Partei zur Präsidentschaftswahl, ohne je ein politisches Amt bekleidet zu haben. Bis zur Nominierung von Donald Trump im Jahr 2016 war Willkie der einzige Kandidat einer großen Partei ohne je ein politisches Amt oder einen hohen militärischen Rang innegehabt zu haben. Seither wurde nur noch der General Dwight D. Eisenhower im Jahr 1952 Präsidentschaftskandidat ohne ein politisches Amt bekleidet zu haben. Nach seiner Nominierung suchte Willkie seinen Kandidaten für die Vizepräsidentschaft nicht selbst aus, sondern überließ die Auswahl den Delegierten. Der Parteitag nominierte Charles L. McNary, einen Senator aus Oregon. McNary, der seine eigene aussichtslose Bewerbung zurückgezogen hatte, schien sowohl durch seine politische Erfahrung als geografisch eine sinnvolle Ergänzung zu Willkie.
Obwohl sich Willkies geschlagene Kontrahenten offiziell loyal zeigten, gab es innerparteilich auch Kritik. Vor allem der nach wie vor einflussreiche Flügel der Isolationisten stand dem Kandidaten skeptisch gegenüber. Hoover und Taft waren von Willkie wenig überzeugt. Auch ein persönliches Treffen Willkies mit Hoover im Sommer des Jahres änderte daran nichts. Die Konservativen in der Partei betrachteten Willkie als zu liberal, dessen Überzeugungen sowohl innen- wie außenpolitisch eher denen Roosevelts glichen als der eigenen. Unter liberalen Republikanern fand Willkie hingegen große Zustimmung; so engagierte sich der Präsidentschaftskandidat von 1936 Alf Landon aktiv für ihn.

## Wahlkampf

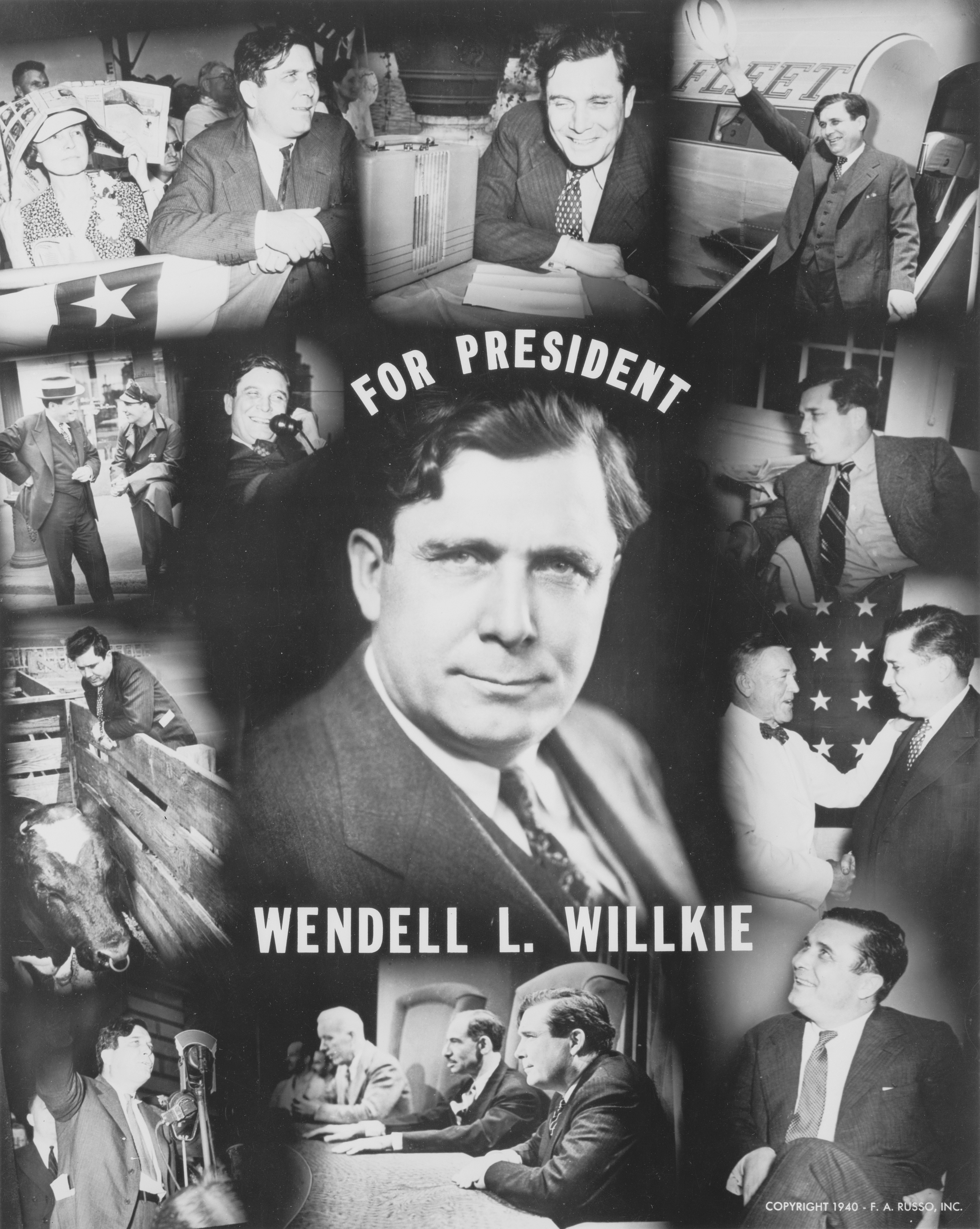
Willkie-Poster aus dem Wahlkampf 1940

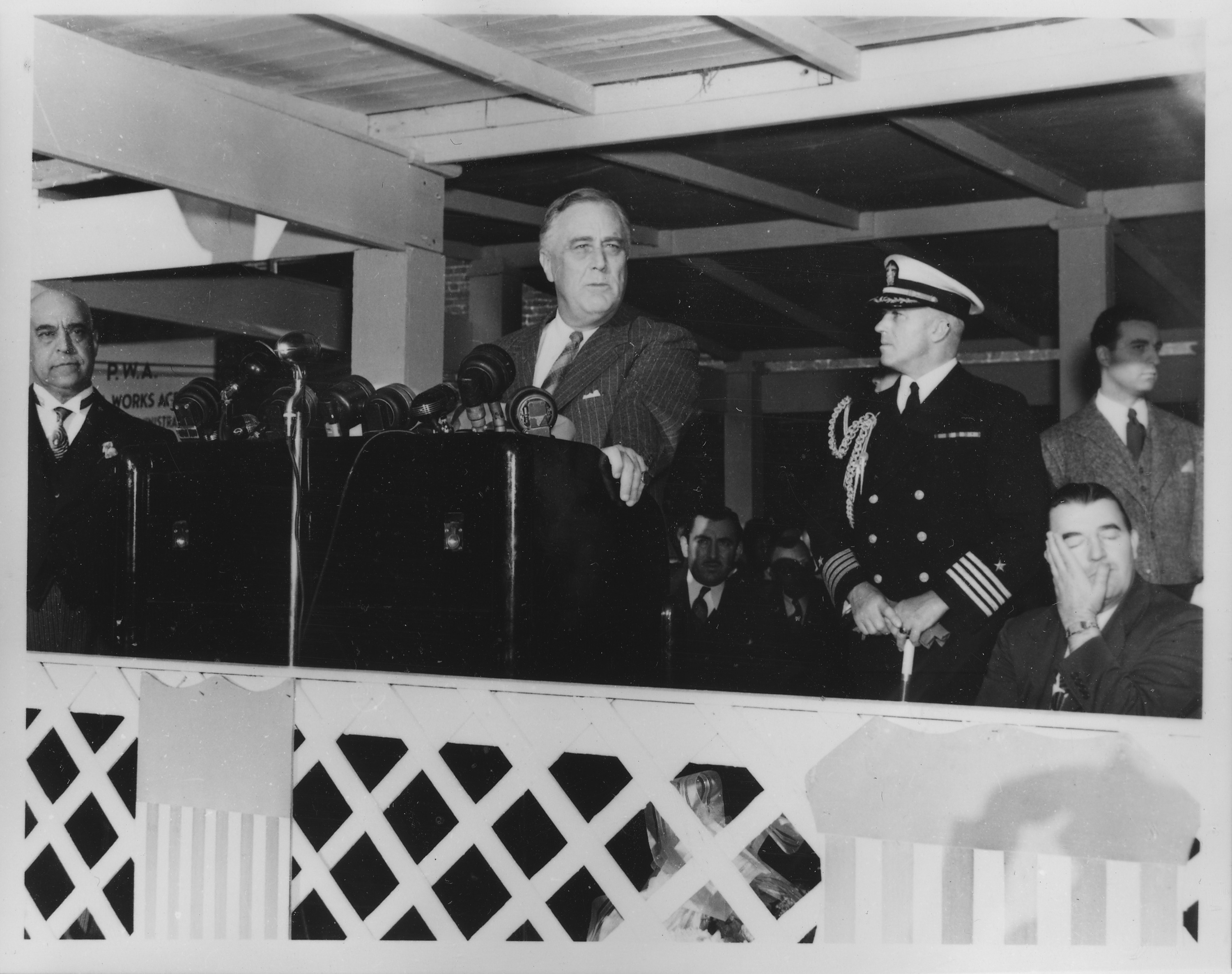
Roosevelt während des Wahlkampfs (27. September 1940)

Willkie konzentrierte seine Wahlkampagne auf drei größere Themenblöcke: Die vermeintliche Ineffizienz des New Deal, eine aus seiner Sicht mangelnde Vorbereitung auf einen drohenden Krieg und Roosevelts Versuch, für eine dritte Amtsperiode gewählt zu werden. Wie auch die Mehrheit der US-Bevölkerung stand Willkie dem New Deal als Ganzes nicht feindlich gegenüber; er befürwortete zahlreiche Reformen wie beispielsweise die Einführung einer Sozialversicherung, die Schaffung des Trennbankensystems, weitere Regulierungen der Finanzmärkte und den gesetzlichen Mindestlohn. Diese Haltung machte er bei seinen Wahlkampfauftritten immer wieder deutlich, da für viele Amerikaner noch immer die Politik einer wirtschaftlichen Deregulierung, die von den Republikanern vor Roosevelts Amtsantritt betrieben wurde, für die Krise verantwortlich gemacht wurde. Es stand für Willkie außer Zweifel, dass die nahezu vollständig deregulierte Wirtschaft der 1920er-Jahre hauptverantwortlich für den Börsencrash am 24. Oktober 1929 und die dadurch ausgelöste Weltwirtschaftskrise war. Auch verstand Willkie, dass die aus der Großen Depression resultierende humanitäre Not, dort wo sie wie in weiten Teilen Europas nicht bekämpft wurde, ein idealer Nährboden für totalitäre und faschistische Regime wie im Deutschen Reich oder Japan bildete. Daher kündigte er an, im Falle eines Wahlsieges einen Großteil des New Deals beizubehalten, viele der Programme aber effizienter und weniger bürokratisch zu gestalten. Die vermeintliche Bürokratie des New Deals benannte der republikanische Bewerber als Hauptursache für das Ausbleiben eines größeren und nachhaltigeren Wirtschaftsaufschwungs, obgleich sich die Lage ökonomisch und humanitär seit Roosevelts Amtsübernahme merklich verbessert hatte (tatsächlich setzte ein großer Aufschwung erst mit dem Zweiten Weltkrieg ein). Willkie erklärte außerdem, er werde als Präsident enger mit der Wirtschaft zusammenarbeiten, um die wirtschaftliche Depression endgültig zu überwinden. Der Tatsache, dass er selbst ein Repräsentant des sogenannten Big Business war begegneten viele US-Bürger dennoch mit Skepsis. Roosevelt und seine Demokraten verwiesen auf die Erfolge der New-Deal-Reformen, die im Falle eines Wahlerfolges konsolidiert und ausgebaut werden sollten.
Außenpolitisch gab es weniger Differenzen zwischen den beiden Kandidaten. Beide lehnten jegliche Gespräche mit der NS-Führung ab und erklärten sich mit Großbritannien und Frankreich solidarisch. Roosevelt präsentierte sich als erfahrener Staatsmann und erprobter Krisenmanager, der über die notwendigen Führungsqualitäten verfüge, das Land sicher durch diese unruhigen Zeiten der Weltpolitik zu führen. Willkie warf dem Präsidenten unterdessen vor, das Land nicht ausreichend auf einen drohenden Krieg vorzubereiten. Obwohl Roosevelt tatsächlich schon seit 1938 mit einer langsamen Aufrüstung begann, sah er sich nicht zuletzt durch Willkies Kritik dazu gezwungen, im Oktober 1940, einen Monat vor der Wahl, die Wiedereinführung der Wehrpflicht anzuordnen. Willkie befürwortete diese Entscheidung zunächst, ruderte dann aber wieder ein Stück zurück, nachdem die Öffentlichkeit sie mehrheitlich ablehnte. Viele Medienvertreter waren jedoch der Ansicht, dieses Manöver habe Willkie stark geschadet. Eine direkte Kriegsbeteiligung lehnten beide Kandidaten, wie auch die Mehrheit der Bevölkerung, noch ab.
Scharfe Kritik äußerten die Republikaner an der Bestrebung Roosevelts nach einer dritten Amtszeit. Dem Präsidenten wurde vorgeworfen, er halte sich für unersetzlich. Durch seine liberalen Positionen hoffte Willkie, auch Demokraten und andere liberale Strömungen für sich gewinnen zu können, die eine dritte Amtsperiode für den Präsidenten ablehnten. Obwohl es noch keine gesetzliche Begrenzung auf zwei Wahlperioden gab, gab es eine solche Tradition: Sie ging auf den ersten Präsidenten George Washington zurück, der allen Nachfolgern empfahl, nicht länger als zwei Amtszeiten zu regieren. In Opposition zu Roosevelt bildeten sich infolge eine Reihe von Kampagnen, die Willkies Kandidatur unterstützen. Sogar einige Demokraten schlossen sich dem unter dem Slogan „No third term! Democrats for Willkie“ („Keine dritte Amtszeit! Demokraten für Willkie“) an. Willkie äußerte gegenüber seinen Anhängern: „If one man is indispensable, then none of us is free.“ („Wenn ein Mann unabdingbar ist, ist keiner von uns frei“).
Obgleich Willkie gegen einen nach wie vor populären Amtsinhaber antrat, konnte er bei seinen Auftritten die Massen für sich begeistern. Willkie war nicht nur als Charismatiker, sondern auch als ein begabter Redner bekannt. Seine Wahlkampfveranstaltungen waren stets voll besucht. Der Willkie-Biograf Steve Neal schrieb, Willkie vermochte es, bei seinen Auftritten derartige Begeisterungsströme auszulösen, wie es kein republikanischer Kandidat seit Theodore Roosevelt mehr getan habe. Wie auch sein Kontrahent erkannte Willkie die Bedeutung des Rundfunks, wo er sich in Werbespots direkt an die Bevölkerung wandte. Der Vorsitzende des republikanischen Nationalkomitees Joseph William Martin schrieb später, Willkie habe derart viel Sendezeit im Radio kaufen wollen, dass die Partei sämtliche Wahlkampfgelder ausgab (auch jene, die schon für die Kongresswahlen 1942 vorgesehen waren).
Im September 1940 erhielt Willkie überraschend eine offizielle Unterstützungserklärung der renommierten Tageszeitung The New York Times, die als liberales Medium bekannt ist. Dies war insofern bemerkenswert, dass sie ansonsten mehrheitlich demokratische Kandidaten unterstützte. Willkie war der einzige der vier republikanischen Gegner Roosevelts, für den diese Zeitung eine Wahlempfehlung herausgab. Sowohl 1932 und 1936 als auch wieder 1944 unterstützte die Times Franklin D. Roosevelt.
Für amerikanische Verhältnisse wurde der Wahlkampf von beiden Seiten bemerkenswert fair geführt. Beide Kandidaten zeigten sich respektvoll gegenüber ihrem Kontrahenten und unterließen persönliche Angriffe auf den jeweils anderen.

## Ergebnis

Ergebnisse nach Countys: Blaue Countys wurden von Roosevelt gewonnen, rot unterlegte von Willkie. Je kräftiger die jeweilige Farbe, desto größer der Vorsprung an Stimmen

Während des Wahlkampfs führte Roosevelt alle Meinungsumfragen konstant an, obgleich sein Vorsprung über den Sommer und frühen Herbst teils deutlich unter zehn Prozent betrug. Hier zeigte sich vor allem, dass viele Amerikaner ihm aufgrund seiner politischen Erfahrung eher zutrauten, die USA sicher durch die kritische Weltlage zu führen. Wäre es in Europa nicht zum Krieg gekommen, so die Umfragen, wären Willkie ernsthafte Siegchancen eingeräumt worden.
Die Präsidentschaftswahl fand am 5. November 1940 statt. Roosevelt erhielt 27,3 Millionen Stimmen, was 54,7 % entsprach. Für Willkie votierten 22,3 Millionen Wahlberechtigte, womit er 44,8 % der Stimmen errang. Im Electoral College setzte sich Roosevelt mit einem Stimmenverhältnis von 449 zu 82 klar durch. Verantwortlich für diesen hohen Sieg im Wahlmännergremium war die Tatsache, dass er in 38 der 48 Bundesstaaten die Wahl gewinnen konnte, obgleich diese Mehrheiten vor allem in den bevölkerungsreichen Staaten der Ostküste vergleichsweise knapp ausfielen. In New York beispielsweise, dem Heimatstaat beider Kandidaten, siegte der Amtsinhaber nur mit etwa vier Prozent Vorsprung. Damit sicherte er sich jedoch alle 47 Elektoren des damals bevölkerungsreichsten Bundesstaates der USA. Willkie war neben damals traditionell republikanischen Hochburgen in Teilen Neuenglands auch im Mittleren Westen erfolgreich; darunter auch in Indiana, wo er geboren und aufgewachsen ist. Überraschenderweise gewann er auch in Michigan mit einem hauchdünnen Vorsprung. Währenddessen war Roosevelt in allen anderen Regionen des Landes erfolgreich. Sowohl an der Westküste sowie in sämtlichen Südstaaten, in denen die Demokraten damals noch dominant waren, sicherte er sich sämtliche Bundesstaaten und damit die dort zu vergebenden Wahlmännerstimmen. Besonders erfolgreich war der Präsident in den Großstädten des Landes, wo die Bevölkerung traditionell eher für linksliberale Kandidaten stimmt. Mit Ausnahme Cincinnatis konnte Roosevelt jede Stadt mit mehr als 400.000 Einwohnern gewinnen.
Roosevelt war mit seinem Sieg der einzige US-Präsident, der für eine dritte Amtszeit bestätigt wurde.
Trotz der eindeutigen Niederlage erholten sich die Republikaner von ihrer schweren Niederlage 1936. Während Roosevelts Stimmenanzahl von rund 27 Millionen Wählern fast identisch blieb, konnte Willkie über sechs Millionen Voten im Vergleich zur Wahl vier Jahre früher hinzugewinnen. Infolge der Zugewinne Willkies war Roosevelt einer von bislang nur drei Präsidenten, die mit weniger Stimmen bei den Wählern und im Electoral College unter dem Ergebnis der vorigen Wahl blieben, aber dennoch wiedergewählt wurden. Dies war zuvor nur bei James Madison 1812 der Fall sowie später bei Barack Obama im Jahr 2012. Andrew Jackson erhielt 1832 prozentual weniger Stimmen bei der Volkswahl, jedoch mehr Wahlmänner als bei seinem ersten Wahlerfolg 1828. Woodrow Wilson hingegen konnte bei seiner Wiederwahl 1916 mehr Wählerstimmen als 1912 erringen, während das Ergebnis im Wahlmännergremium wesentlich knapper ausfiel als vier Jahre zuvor.
| Kandidat              | Partei | Partei           | Stimmen    | Stimmen  | Wahlmänner |
| Kandidat              | Partei | Partei           | Anzahl     | Prozent  | Wahlmänner |
| --------------------- | ------ | ---------------- | ---------- | -------- | ---------- |
| Franklin D. Roosevelt |        | Demokraten       | 27.313.945 | 54,7 %   | 449        |
| Wendell Willkie       |        | Republikaner     | 22.347.744 | 44,8 %   | 82         |
| Norman Thomas         |        | Sozialisten      | 116.599    | 0,2 %    | —          |
| Roger Babson          |        | Prohibitionisten | 57.903     | 0,1 %    | —          |
| Earl Browder          |        | Kommunisten      | 48.557     | 0,1 %    | —          |
| Andere                | Andere | Andere           | 17.365     | 0,0 %    | —          |
| Gesamt                | Gesamt | Gesamt           | 49.902.113 | 99,9 % * | 531        |

* an 100 % fehlende Prozent: ungültige Stimmen / andere Kandidaten
266 Stimmen waren für die Wahl zum Präsidenten notwendig.

## Auswirkungen

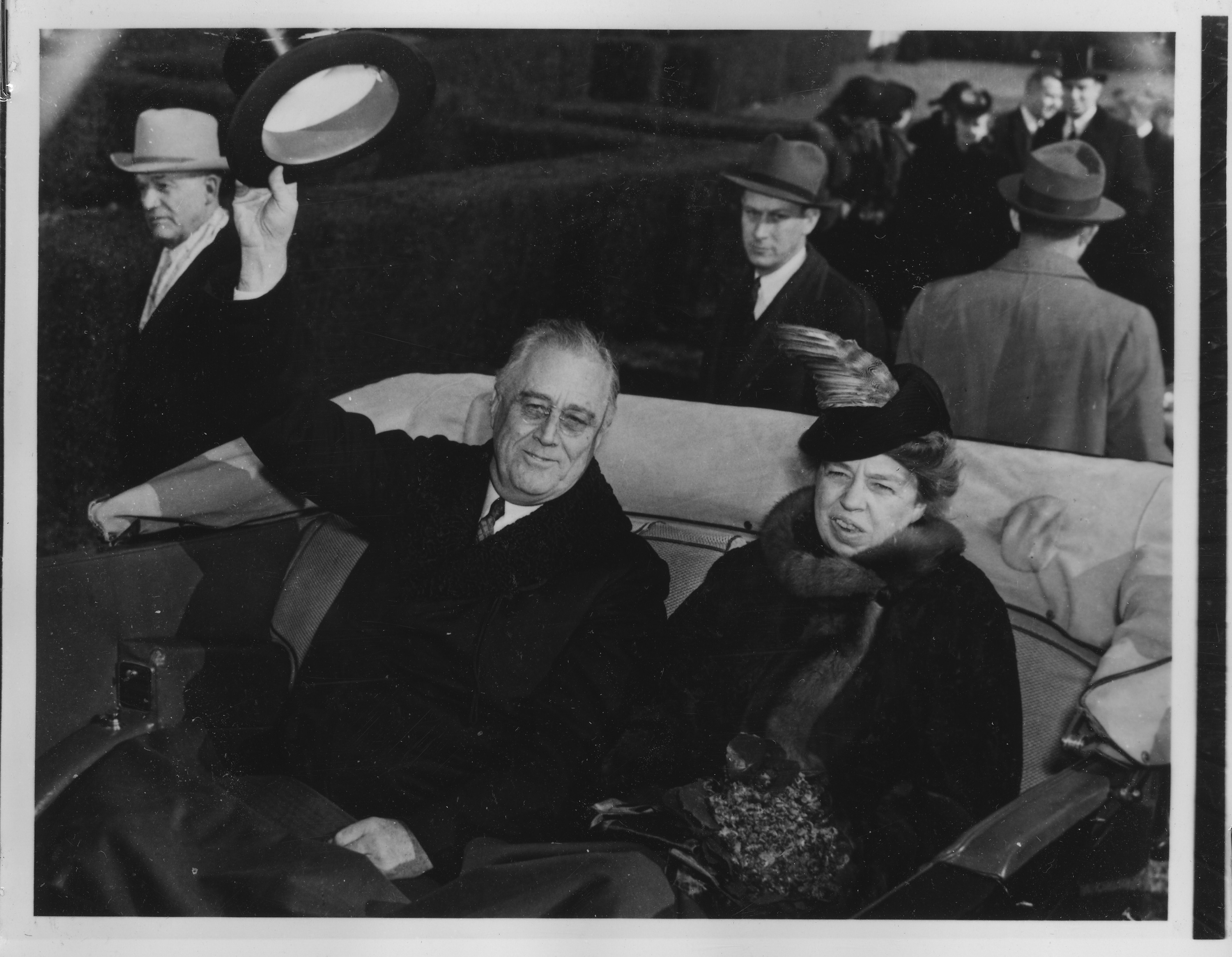
Roosevelt gemeinsam mit seiner Frau Eleanor auf dem Weg zur Vereidigung für seine dritte Amtszeit am 20. Januar 1941

Roosevelt wurde am 20. Januar 1941 für seine dritte Amtszeit vereidigt. In der Zeit nach der Wahl rückte die Innenpolitik weitestgehend in den Hintergrund. Als unmittelbar nach der Wahl die Bitten des Vereinigten Königreichs nach amerikanischer Hilfe immer lauter wurden, verabschiedete der Kongress auf Bitten des Präsidenten das Leih- und Pachtgesetz, womit fortan an die verbündeten Briten zahlreiche Kriegsgüter geliefert wurden. Auch die Sowjetunion, zu deren Diktator Josef Stalin Roosevelt in den kommenden Jahren eine Allianz gegen Hitler schmiedete, erhielt in ihrem Kampf gegen das Deutsche Reich umfassende militärische Hilfe in Form von Waffenlieferungen und anderen Rüstungsgütern.
Auch der unterlegene Herausforderer Willkie sprach sich klar für das Leih- und Pachtgesetz aus, was ihm erhebliche Kritik von den Isolationisten in der eigenen Partei einbrachte. Nach dem japanischen Angriff auf Pearl Harbour im Dezember 1941 war Roosevelts Versprechen, nicht mit US-Truppen in den Konflikt einzugreifen, obsolet geworden und die Vereinigten Staaten traten in den Krieg ein. Willkie entwickelte sich während der Kriegsjahren zu einem politischen Verbündeten des Präsidenten und unternahm in dessen Auftrag einer Reihe diplomatischer Missionen. Obwohl es in seiner eigenen Partei Skeptiker zu seiner Annäherung an Roosevelt gab, wurde ihm für seine Haltung auch viel Respekt zuteil. Der Willkie-Biograf Steve Neal schrieb, Willkies außenpolitische Haltung während des Wahlkampfes und der Kriegsjahre half den USA, politisch geschlossen in den Krieg einzutreten. Dennoch war Willkies Agieren mitverantwortlich für seine Niederlage bei den republikanischen Vorwahlen zur Präsidentschaftswahl 1944. Willkie starb im Oktober 1944 überraschend an einem Herzinfarkt. Präsident Roosevelt wurde unterdessen erneut wiedergewählt und führte sein Land zum Sieg im Zweiten Weltkrieg. Diesen erlebte er jedoch nicht mehr mit; er starb im April 1945 an einer Hirnblutung. Seine Präsidentschaft ging jedoch sowohl innen- wie außenpolitisch als prägend in die amerikanische Geschichte ein.

## Sonstiges
- Der 2004 erschienene Roman von Philip Roth, Verschwörung gegen Amerika (The Plot Against America), eine Alternativweltgeschichte, hat die Präsidentschaftswahl von 1940 zum Thema. Im Roman wird allerdings von der Republikanischen Partei der als Nazisympathisant bekannte Charles Lindbergh nominiert, der über Roosevelt siegt.